# 加莫木板教堂
加莫木板教堂（挪威語：Garmo Stave Church）是挪威的一座木板教堂，位於內陸郡利勒哈默尔的露天博物館。這座教堂修建於1150年。

## 外部連結

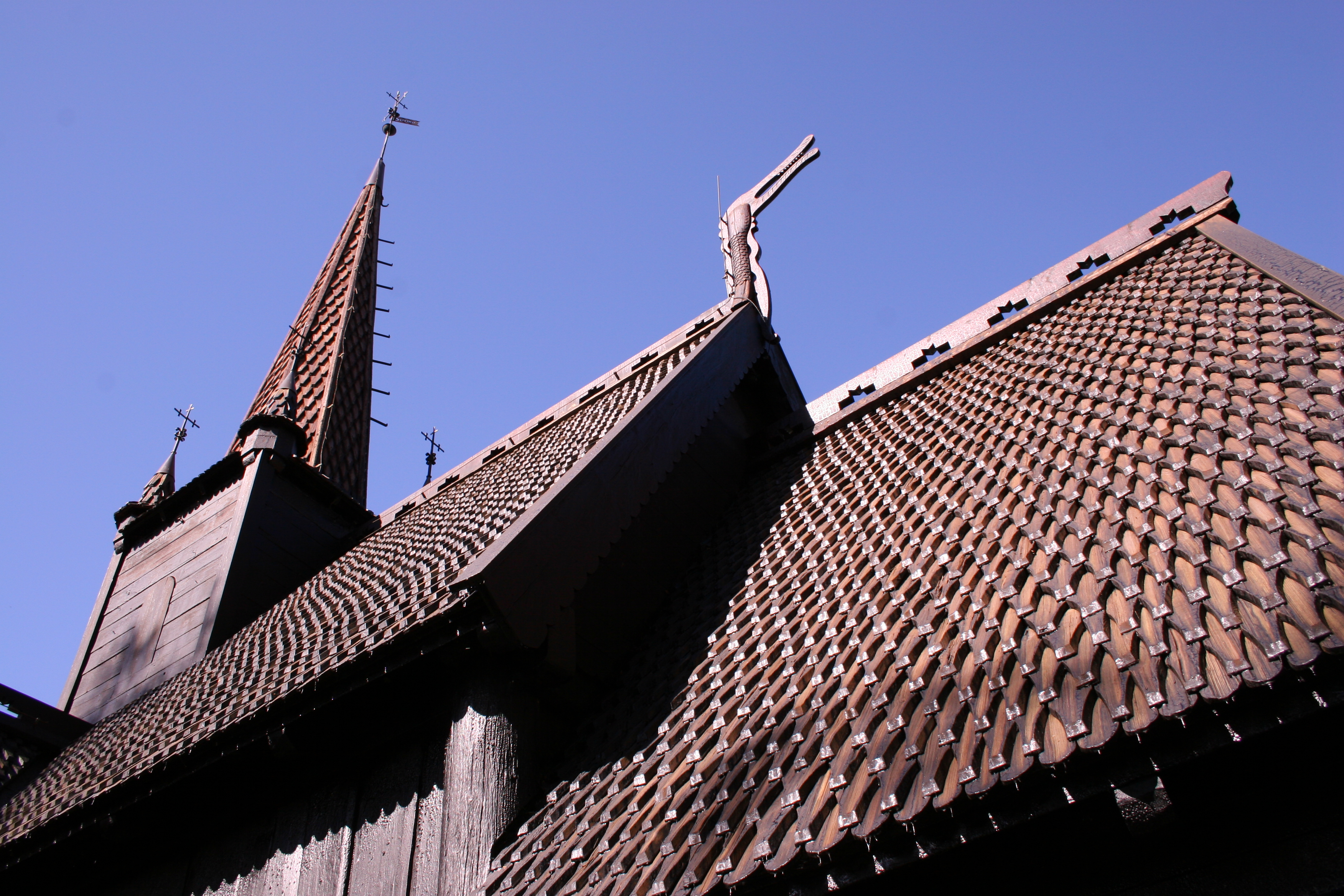

- Garmo Stave Church in Stavkirke.org （页面存档备份，存于） （挪威語）

61°6′40″N 10°28′34″E / 61.11111°N 10.47611°E